# ناتانائیل براون
ناتانائیل براون (انگلیسی: Nathaniel Brown؛ زادهٔ ۱۶ ژوئن ۲۰۰۳ در آمبرگ) بازیکن فوتبال اهل آلمان است که در پُست مدافع برای آینتراخت فرانکفورت بازی می‌کند.
وی همچنین سابقهٔ بازی در تیم ملی فوتبال زیر ۲۱ سال آلمان را دارد.

## دوران باشگاهی
براون فوتبال را از تیم‌های جوانان کومرس‌بروک و یان رگنسبورگ آغاز کرد و سپس در سال ۲۰۱۶ به آکادمی جوانان نورنبرگ پیوست. او در ۱۵ ژوئن ۲۰۲۲ نخستین قرارداد حرفه‌ای‌اش را با نورنبرگ امضا کرد. براون دوران حرفه‌ای‌اش را از سال ۲۰۲۲ با تیم دوم نورنبرگ در رگیونالیگا آغاز کرد. او در ۱۰ مارس ۲۰۲۳ نخستین بازی خود را برای تیم اصلی نورنبرگ در پیروزی ۲–۰ برابر اینتراخت برانشوایگ در بوندس‌لیگا ۲ انجام داد و به عنوان بازیکن تعویضی دیرهنگام وارد میدان شد. او در ۲۷ ژوئن ۲۰۲۳ قرارداد حرفه‌ای خود را با نورنبرگ تمدید کرد.
در ۳ ژانویهٔ ۲۰۲۴، براون با قراردادی پنج‌ساله و نیمه به اینتراخت فرانکفورت در بوندس‌لیگا پیوست و تا پایان فصل به صورت قرضی در نورنبرگ باقی ماند.

## دوران ملی
براون در آلمان از پدری آمریکایی و مادری آلمانی زاده شد. او ملی‌پوش رده‌های پایهٔ آلمان است و برای زیر ۲۱ سال آلمان بازی کرده‌است.